# Isoperla oenotriae
Isoperla oenotriae is een steenvlieg uit de familie Perlodidae. De wetenschappelijke naam van de soort is voor het eerst geldig gepubliceerd in 1967 door Consiglio.